# کازوکی آریناگا
کازوکی آریناگا (انگلیسی: Kazuki Arinaga؛ زادهٔ ۳ مارس ۱۹۸۹) بازیکن فوتبال اهل ژاپن است.